# 薩瓦前阿爾卑斯山脈

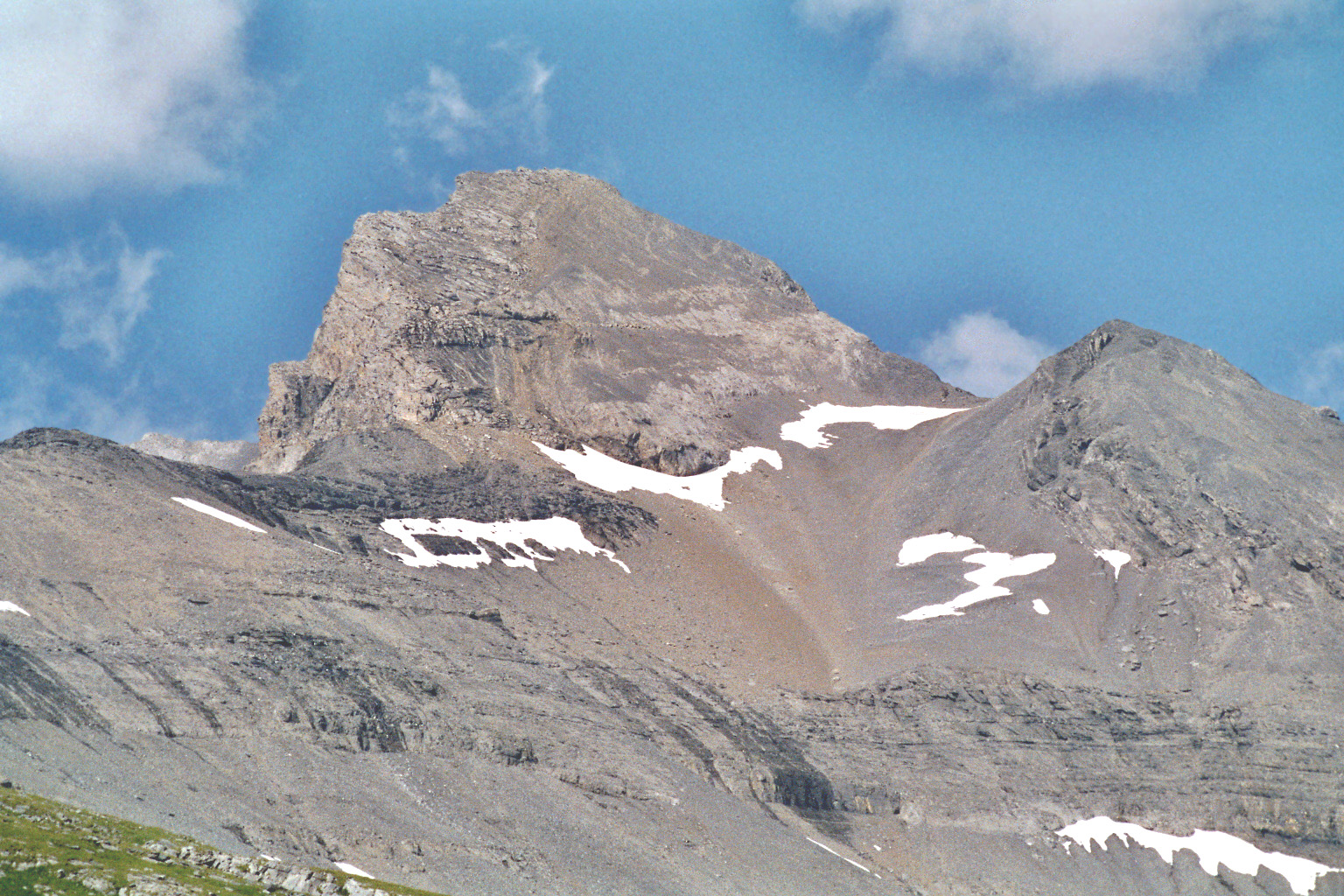

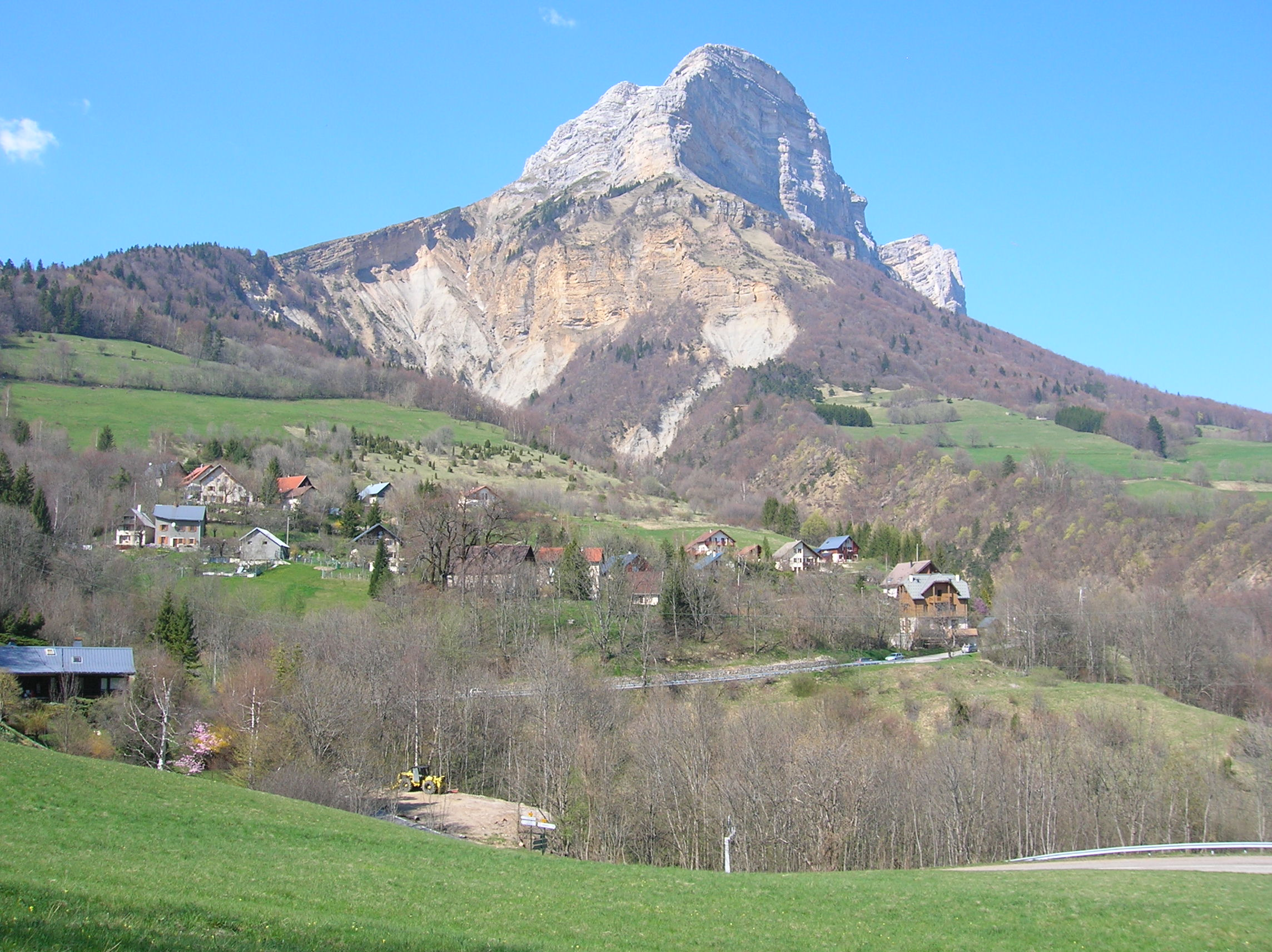

薩瓦前阿爾卑斯山脈（法语：Préalpes de Savoie；德语：Savoyer Voralpen；意大利语：Prealpi di Savoia）是歐洲中部的山脈，屬於西阿爾卑斯山脈的一部分，橫跨法國和瑞士，最高點海拔高度3,257米，山體由沉積岩組成。

## 外部連結
- French official cartography (Institut Géographique National - IGN); on-line version: www.geoportail.fr（页面存档备份，存于）
- Swiss official cartography (Swiss Federal Office of Topography - Swisstopo); on-line version: map.geo.admin.ch（页面存档备份，存于）